# Køge Festuge
Køge Festuge er årlig musikfestival i Køge, der løber af stablen hvert år i uge 35, siden 2005'
Festugen bliver sponseret af Køges forretninger og firmaer, som førhen gav adgang til alle koncerterne der forgår på Køge Torv. Efter 2022 skete der en ændring, som ændrede både lokation og pris for adgang. Køge festuge foregår nu i Lovparken samt nu kræves betaling for nydelsen af koncerterne.
Store navne til Køge Festuge gennem årene: AQUA, Infernal, Medina, D:A:D Thomas Helmig, Bamses Venner, Birthe Kjær, Rocazino, Nik & Jay
[kilde mangler]

## Køge Festuge år for år
Ugens dage er inddelt i forskellige temaer:
| År/Dag | Søndag                 | Mandag                                                   | Tirsdag                                                                    | Onsdag | Torsdag                                                        | Fredag                                                                                       | Lørdag                                                                            |
| ------ | ---------------------- | -------------------------------------------------------- | -------------------------------------------------------------------------- | --- | -------------------------------------------------------------- | -------------------------------------------------------------------------------------------- | --------------------------------------------------------------------------------- |
| 2005   | Antik- & Kræmmermarked |                                                          |                                                                            | |                                                                |                                                                                              |                                                                                   |
| 2006   | Antik- & Kræmmermarked |                                                          |                                                                            | |                                                                |                                                                                              |                                                                                   |
| 2007   | Antik- & Kræmmermarked |                                                          |                                                                            | |                                                                |                                                                                              |                                                                                   |
| 2008   | Antik- & Kræmmermarked | Mode & Show Dag *Nicolai, *Dario Campeotto, *Anne Linnet | Børnenes Dag *Sebastian Klein og Safarishow, *Frederik fra X-Factor, Basim | Senior & Handicap Dagen *Kandis, * Fællesang1                                                                    | De Unges dag *Anna David, *Dodo & The Dodos, *Infernal, *Gnags | Forenings Dagen * ABBA Revival Show, *Brødrene Olsen, *Hej Matematik, *Ace of Base           | Forenings Dagen *Lars Lilholt Band, *Johnny Madsen, *Kim Schwartz, Shu-Bi-Dua     |
| 2009   | Antik- & Kræmmermarked | Bornholmer Dag                                           | Børn/Senior/Handicap Dag                                                   | Fællesskabs Dag                                                                                                  | 70´er Dag                                                      | HB Køge Dag Infernal                                                                         | Forenings Dagen Rugsted & Kreutzfeldt, Aqua.                                      |
| 2010   | Antik- & Kræmmermarked | Åbnings Dagen: *Kim Schwartz, *Lis Sørensen              | Børnenes Dag: *X-Factor med Thomas, Jesper og Tine                         | Senior & Handicap Dagen: *James Sampsons gospelkor underholder og *Kandis VI UNGE: *Die Herren, *Medina og *Dune | Bornholmer Dagen: *Dizzy Mizz Lizzy                            | Fars Dag: *Hej Matematik, *De Glade Sømænd, *Infernal                                        | Forenings Dagen: *Rugsted & Kreutzfeldt, *Outlandish, *Bamses Venner, *Poul Krebs |
| 2011   | Antik- & Kræmmermarked | Åbningsdagen *A Friend in London                         | Børnedagen *Thomas Ring                                                    | Verdens Flygtninge                                                                                               | Senior- & Handicap dag *Zididada, *Burhan G                    | Mors dag *De Glade Sømænd *Dodo and the Dodos *Kato                                          | Foreningernes dag * Big Fat Snake, *Infernal                                      |
| 2012   | Antik- & Kræmmermarked | Opstartsdagen                                            | Børnedag                                                                   | Senior- og Handicapdag * Richard Ragnvald                                                                        | Bornholmerdag                                                  | Unge- & Eventdag - OneTwoforyou, - De Glade Sømænd, - Puls, - Hej Matematik, - Big Fat Snake | Far/Mor dagen - Die Herren - Joey Moe, - Alphabeat                                |
| 2013   | Antik- & Kræmmermarked |                                                          |                                                                            | | * Infernal                                                     | *Big Fat Snake                                                                               |                                                                                   |

1.↑ Fællessang på Charlie med Johnny Reimar, Ib Grønbech samt Fede Finn og Funny Boyz. Dette var en TV-optagelse til TV2 Charlie

### Dato for Festugen
| År   | Dato                      |
| ---- | ------------------------- |
| 2005 | 27. august - 2. september |
| 2006 | 27. august - 2. september |
| 2007 | 26. august - 1. september |
| 2008 | 24. august - 30. august   |
| 2009 | 23. august - 29. august   |
| 2010 | 29. august - 4. september |
| 2011 | 28. august - 3. september |
| 2012 | 26. august - 1. september |
| 2013 | 25. august - 31. august   |

Efter festugen 2010 har Køge Festuge fået økonomiske problemer, som bl.a. har betydet at de foreninger som har været med til at stå for arrangementet ikke har fået deres betaling. Det har bl.a. haft som konsekvens at formanden for festugens bestyrelse blev tvunget til at trække sig fra sin post.

## Ekstern henvisning
- Køge Festuges hjemmeside